# Лінке Володимир Іванович
Володимир Іванович Лінке (нар. 27 березня 1958, Харків, УРСР) — радянський та український футболіст, нападник, який грав за харківські клуби «Металіст» і «Маяк», а також за інші команди України й Росії. Майстер спорту СРСР з 1980 року. Третій бомбардир «Металіста» за всю історію і другий у списку гравців, які провели найбільшу кількість матчів за «Металіст». У 2016—2020 роках був генеральним директором «Металіста 1925».

## Кар'єра гравця

### Початок кар'єри
За словами самого футболіста, бити по м'ячу він навчився раніше, ніж ходити. У віці 9 років потрапив до школи «Металіста» (прийом розпочинався з цього віку). Першими тренерами початківця футболіста стали Аркадій Рабинович, Олександр Азаров і Микола Масленников. Брав участь у турнірах «Шкіряний м'яч» (виступав за команди хлопців, як правило, старших за віком, іноді на 4 роки). У 1972 році вступив до Харківського спортінтернат, в якому навчався до 1976 року. Тренером Лінке в спортінтернаті був Микола Кольцов.

### 1976—1985
У «Металісті» нападник дебютував 30 квітня 1976 року у другій лізі в домашньому матчі з командою «Колос» (Полтава). Для того, щоб Володимир зміг взяти участь в грі представники клубу забрали його прямо з уроку в школі (разом Сергієм Балтачею). Молодий футболіст вийшов на заміну в другому таймі замість Сергія Корякіна, за рахунку 0:1 на користь гостей. Однак незабаром Роман Шподарунок зрівняв рахунок, а на 72-ій хвилині Лінке забив переможний м'яч після удару того ж Шподарунка. До завершення того сезону Володимир виходив на поле ще в 26-ти матчах, в яких забив 7 м'ячів (у тому числі й один дубль), ставши другим за результативністю бомбардиром команди після Юрія Цимбалюка (він відзначився 22-ма голами).
Після завершення успішного сезону молодому нападнику надходили пропозиції від команд вищої ліги: «Динамо» (Київ) і «Дніпра». За словами самого Лінке, в «Динамо» футболіст, який мав деякі проблеми з серцем, злякався надмірних фізичних навантажень, а «Дніпро» вже заявив на той момент трьох новачків. І Лінке продовжив виступи в «Металісті». У сезоні 1977 року Володимира був безумовним гравцем основного складу і в 42 матчах забив 11 м'ячів (у тому числі й один дубль; більше забив тільки Станіслав Берников — 14).
У 1978 році «Металіст» займає перше місце в другій зоні другої ліги, завоювавши звання чемпіона України. Лінке в тому сезоні, також був на перших ролях, взявши участь у 40 матчах, в яких забив 8 голів (в тому числі й два дублі). У стикових матчах за вихід у першу лігу (в обох матчах Лінке виходив на заміну), «Металіст» обіграв «Факел» з Воронежа, і повернувся в першу лігу. Після завершення того сезону в інтерв'ю газеті «Вечірній Харків», капітан «Металіста» Берніков охарактеризував Володимира, як перспективного гравця, який володіє хорошим дриблінгом, завжди націлений на ворота і гостро грає в межах штрафного майданчика.
По поверненню до першої ліги в 1979 році «Металіст» зайняв пристойне для новачка 7-ме місце. Володимир Лінке, який рідко проводив на полі всі 90 хвилин, взяв участь у 42 матчах, в яких забив 7 м'ячів (знову став другим бомбардиром команди). Головний тренер команди Євген Лемешко, залишився незадоволений грою нападників команди. На його думку в Володимира Лінке не вистачило фізичної готовності, для того щоб забивати ще більше. Наступний сезон і для команди, і для гравця став більш успішним. «Металіст» зайняв третє місце в першій лізі, відставши всього на 2 очки від «Дніпра», який вийшов у вищу лігу. З 24 перемог, здобутих командою, 10 — з великим рахунком. Лінке був одним з лідерів команди в тому чемпіонаті, і знову став другим бомбардиром команди, забивши 16 голів (у тому числі — три дублі; більше — 21 м'яч забив лише Нодар Бачіашвілі). Позицію Володимира в тому сезоні визначали як напівнападник.
У 1981 році Лінке трохи знизив результативність: в 40 матчах він лише 9 разів вражав ворота суперників. Він став третім за результативністю гравцем команди: більше забили Нодар Бачіашвілі і Сергій Малько. Команда ж вистрілилала і через 18 років повернулася у вищу лігу чемпіонату СРСР, посівши перше місце в першій лізі. Окремо для Лінке варто матч 22 туру в Кемерово. «Металіст» виграв у місцевого «Кузбасу» 3:2 і всі три м'ячі забив Володимир (вперше своїй кар'єрі форвард зробив хет-трик). Успіху, як для першолігової команди, домігся «Металіст» у кубку СРСР: команда дійшла до півфіналу, де тільки в серії пенальті програла «Спартаку» з Москви. Володимир взяв участь у 7-ми з 8-ми кубкових матчах, в яких забив 2 м'ячі (обидва московським клубам: «Торпедо» й «Локомотиву»). Оглядачі відзначали техніку Лінке, яка дозволяла обводити декількох суперників і викладати м'яч нападникам. Після завершення сезону Лінке надійшла пропозиція від «Спартака», проте він вирішив команду не змінювати.
У чемпіонаті 1982 року в вищій лізі «Металіст» вище голови не стрибнув — 12-те місце. Команда забила лише 32 голи (менше всіх в лізі), правда менше «Металіста» пропустили тільки «Динамо» (Київ) і «Торпедо» (Москва). Володимир Лінке в 31-му матчі забив 8 голів (в тому числі один дубль), ставши найкращим бомбардиром команди. Першим своїм голом у вищій лізі нападник відзначився у 6-му турі 25 квітня 1982 року в ворота динамівців Москви. На 60-ій хвилині він метрів з десяти замкнув головою навіс з кутового, вивівши свою команду вперед (матч закінчився внічию 1:1). У наступному чемпіонаті команда зробила крок вперед — 11-те місце. Досвідчений Лінке забив 5 м'ячів і став другим бомбардиром «Металіста» (Юрій Тарасов забив 7), при чому 4 з його голів стали переможними. Успіху «Металіст» добився в кубку СРСР — вперше дійшовши до фіналу, в якому поступився донецькому «Шахтарю». Лінке взяв участь у всіх 5 матчах команди і забив один гол (у 1/8 в ворота «Арарату»).
У 1984 році «Металіст» знову зайняв 12-те місце. Лінке був у поганій формі і провів всього 9 матчів (останній раз виходив на поле в 12-му турі в домашньому матчі з «Кайратом») і другу частину сезону провів у «Маяку» (на поле не виходив жодного разу). У наступному сезоні Лінке з'являвся на полі лише 8 разів (причому тільки двічі він починав в основному складі). За відведений час він зумів забити 2 м'ячі (у перших двох турах). Останній раз за «Металіст» Лінке зіграв 14 травня 1985 року в Воронежі, вийшовши на заміну у другому таймі замість Панчишина. Всього за 10 сезонів в «Металісті» в чемпіонатах СРСР Лінке провів 315 матчів, в яких забив 74 голи. В «Металіст» він повернеться в 1994 році.

### 1985—1994
Залишивши «Металіст» Лінке приєднався до «Нафтовика» з Охтирки. Нападник допоміг своєму новому клубу спочатку зайняти перше місце в третій зоні чемпіонату України серед команд колективів фізкультури, а потім перше місце фінальному турнірі, що дало команді можливість дебютувати в другій лізі. У наступному сезоні Володимир відіграв 30 матчів за «Нафтовик» в шостий зоні другої ліги, в яких забив 2 м'ячі (у тому числі єдиний гол у переможному матчі в Ірпені з місцевою командою «Динамо», який став першим голом «Нафтовика» в турнірах команд майстрів).
Після «Нафтовика» Лінке повернувся до Харкова, де став працювати з дітьми (спочатку 1978 року народження в школі «Спартак», пізніше з тим же 1978 роком в спортінтернаті). Паралельно, на прохання головного тренера Станіслава Костюка, провів декілька ігор за місцевий «Маяк», допомагаючи клубу залишитися в другій лізі (Лінке приїздив тільки на ігри, з командою не тренувався). Після «Маяка» Лінке грав за «Олімпік» в першості колективів фізкультури, за аналогічною схемою, як і в «Маяку». Перший сезон незалежної України 1992 року-весна Володимир Лінке відіграв за найсильніший в ті роки в першості Харківської області «Авангард» (Мерефа), в 15 матчах забив 14 голів. У складі «Олімпіка» Лінке дебютував в чемпіонатах незалежної України: у перехідній лізі сезону 1992/93 років він провів за команду 4 матчі, в яких забив 2 голи (дебютував він 15 серпня 1992 року в матчі «Електрон» (Ромни) — «Олімпік»; обидва м'ячі забив 22 серпня в домашньому матчі з «Нафтохіміком» (Кременчук), який закінчився перемогою 4:2). У тому ж «Олімпіку» розпочинав тоді свою кар'єру Олександр Горяїнов, який побив рекорд Лінке по кількості матчів за «Металіст». Частина сезону 1992/93 років Лінке дограв у тому ж «Авангарді» (Мерефа), забивши в 14-ти своїх матчах 14 м'ячів, допомагаючи Мерефі стати чемпіоном області.
У 1993 році футболіст вирішив спробувати свої сили в чемпіонаті Росії: він прийняв запрошення від клубу першої ліги «АПК» (Азов), з райцентру Ростовської області. В цілому Володимир провів непоганий сезон: він взяв участь в 26 іграх, в яких забив 8 м'ячів, ставши найкращим бомбардиром команди і безумовно найкращим гравцем. У своєму новому клубі він дебютував 3 квітня 1993 в домашньому матчі зі «Спартаком» з Анапи, програному 1:2 (гол на рахунку Лінке). Однак його досвід команді не допомогло: вона зайняла останнє 22-ге місце в західній зоні першої ліги.

### Повернення в «Металіст» та завершення кар'єри
У сезоні 1994/95 років Володимир повертається в «Металіст», який до цього моменту опустився до першої ліги. Лінке, також виконував в команді роль граючого тренера, в тому сезоні провів 27 ігор, в яких забив 3 м'ячі. М'яч, забитий ним в 13 червня 1995 року в ворота «Ворскли» на 27-ій хвилині матчу, став для Володимира останнім голом за «Металіст» (причому гол був забитий п'ятою після подачі з кутового). Наступний сезон став для «Металіста» став найневдалішим в чемпіонатах України: команда зайняла 19-те місце в першій лізі (з 22-ох команд) і ледь не вилетіла у другу лігу. Лінке відіграв в команді лише половину сезону, після чого поїхав у Росію — в «Спартак-Братський». Прощання Володимира з «Металістом» вийшло змазаним: в своєму останньому матчі (13 вересня 1995 року. «Темп-АДВІС» (Хмельницький) — «Металіст» 2:0) він був видалений з поля за фол останньої надії (що не допомогло команді: зі штрафного, призначеного за цей фол, рахунок в матчі був відкритий).
У Росії Лінке відіграв ще два сезони в третій лізі (в обох сезону «Спартак-Братський» займав 4-те місце). У 1996 році Володимир провів 20 матчів, в яких забив 7 м'ячів. Лінке був штатним пенальтистом команди і реалізував 6 з 7-ми пенальті, які бив. Більше, ніж досвідчений півзахисник забили лише два гравці команди (Ернест Саруханянц і Олексій Бурлуцький забили 10 та 8 м'ячів відповідно). У наступному сезоні Лінке провів ще одинадцять матчів і завершив кар'єру професійного гравця.

## Кар'єра футбольного функціонера
Володимир Іванович має вищу освіту: закінчив Харківський педагогічний інститут. Деякий час він працював інспектором Федерації Футболу України. Станом на 2010 рік Лінке був заступником директора дитячої академії «Металіста». Регулярно бере участь в матчах команд ветеранів.
З 17 серпня 2016 року до 14 серпня 2020 року працював генеральним директором ФК «Металіста 1925».

## Досягнення
- Кубок СРСР
  -  Фіналіст (1): 1983

- Перша ліга чемпіонату СРСР
  -  Чемпіон (1): 1981

- Друга ліга чемпіонату СРСР
  -  Чемпіон (1): 1978

## Статистика виступів
| Клуб                | Сезон       | Чемпіонат | Чемпіонат | Кубок | Кубок | Європа/Інше | Європа/Інше | Загалом | Загалом |
| Клуб                | Сезон       | Матчі     | Голи      | Матчі | Голи  | Матчі       | Голи        | Матчі   | Голи    |
| ------------------- | ----------- | --------- | --------- | ----- | ----- | ----------- | ----------- | ------- | ------- |
| «Металіст» (Харків) | 1976        | 27        | 8         | 0     | 0     | 0           | 0           | 27      | 8       |
| «Металіст» (Харків) | 1977        | 42        | 11        | 2     | 0     | 0           | 0           | 44      | 11      |
| «Металіст» (Харків) | 1978        | 40        | 8         | 0     | 0     | 0           | 0           | 40      | 8       |
| «Металіст» (Харків) | 1979        | 42        | 7         | 4     | 0     | 0           | 0           | 46      | 7       |
| «Металіст» (Харків) | 1980        | 43        | 16        | 0     | 0     | 0           | 0           | 43      | 16      |
| «Металіст» (Харків) | 1981        | 40        | 9         | 7     | 2     | 0           | 0           | 47      | 11      |
| «Металіст» (Харків) | 1982        | 31        | 8         | 4     | 1     | 0           | 0           | 35      | 9       |
| «Металіст» (Харків) | 1983        | 33        | 5         | 5     | 1     | 0           | 0           | 38      | 6       |
| «Металіст» (Харків) | 1984        | 9         | 0         | 2     | 0     | 0           | 0           | 11      | 0       |
| «Металіст» (Харків) | 1985        | 8         | 2         | 0     | 0     | 0           | 0           | 8       | 2       |
| «Металіст» (Харків) | За весь час | 315       | 74        | 24    | 4     | 0           | 0           | 339     | 78      |
| «Маяк» (Харків)     | 1984        | 0         | 0         | 0     | 0     | 0           | 0           | 0       | 0       |
| Нафтовик (Охтирка)  | 1985        | ?         | ?         | ?     | ?     | ?           | ?           | ?       | ?       |
| Нафтовик (Охтирка)  | 1986        | 30        | 2         | ?     | ?     | ?           | ?           | ?       | ?       |
| Нафтовик (Охтирка)  | За весь час | ?         | ?         | ?     | ?     | ?           | ?           | ?       | ?       |
| «Маяк» (Харків)     | 1987        | 8         | 1         | 0     | 0     | 0           | 0           | 8       | 1       |
| «Маяк» (Харків)     | 1988        | 10        | 1         | 0     | 0     | 0           | 0           | 10      | 1       |
| «Маяк» (Харків)     | За весь час | 18        | 2         | 0     | 0     | 0           | 0           | 18      | 2       |
| «Олімпік» (Харків)  | 1992        | 4         | 2         | 0     | 0     | 0           | 0           | 4       | 2       |
| АПК (Азов)          | 1993        | 26        | 8         | 2     | 0     | 0           | 0           | 28      | 8       |
| «Металіст» (Харків) | 1994/95     | 27        | 3         | 1     | 0     | 0           | 0           | 28      | 3       |
| «Металіст» (Харків) | 1995/96     | 9         | 0         | 0     | 0     | 0           | 0           | 9       | 0       |
| «Металіст» (Харків) | За весь час | 36        | 3         | 1     | 0     | 0           | 0           | 37      | 3       |
| Спартак-Братський   | 1996        | 20        | 7         | 2     | 1     | 0           | 0           | 22      | 8       |
| Спартак-Братський   | 1997        | 11        | 0         | 0     | 0     | 0           | 0           | 11      | 0       |
| Спартак-Братський   | За весь час | 31        | 7         | 2     | 1     | 0           | 0           | 33      | 8       |
| За весь час         | За весь час | 460+      | 98+       | 25+   | 6+    | 0           | 0           | 485+    | 104+    |